# Sauveterre-de-Rouergue
Sauveterre-de-Rouergue település Franciaországban, Aveyron megyében. Lakosainak száma 711 fő (2022. január 1.). Sauveterre-de-Rouergue Cabanès, Castanet, Gramond, Naucelle, Pradinas és Quins községekkel határos.

## Népesség
A település népessége az elmúlt években az alábbi módon változott:
| Lakosok száma | 964  | 793  | 888  | 803  | 795  | 805  | 777  | 711  | 713  | 711  |
|               | 1968 | 1982 | 1990 | 2006 | 2013 | 2015 | 2017 | 2019 | 2020 | 2022 |